# Azillion
"Azillion" (estilizada "AZILLION") é uma canção da rapper australiana Iggy Azalea. A canção foi disponibilizada para streaming gratuito em 9 de janeiro de 2016 através de sua página no SoundCloud. "Azillion" foi lançada como single promocional do segundo álbum de Azelea, Digital Distortion, porém ele foi cancelado.

## Antecedentes e lançamento
Em outubro de 2015, Azalea anunciou o título de seu segundo álbum, Digital Distortion, que seria lançado no ano seguinte, com uma faixa de promoção intitulada "Azillion" e um projeto de divulgação do primeiro single antes de seu lançamento. Em dezembro, durante um bate-papo com fãs no Twitter, ela revelou que o primeiro single seria intitulado "Team". Durante esse mês, ela também compartilhou trechos de ambas as faixas, juntamente com outra intitulada "7teen", via Twitter, afirmando que "o conteúdo, canções promocionais, vídeos virais e outras coisas legais" iriam estrear em janeiro de 2016. Em 9 de janeiro de 2016, "Azillion" foi lançada em sua página no SoundCloud. Azalea declarou que a faixa não será um single oficial do seu próximo álbum, mas sim uma prévia do que está por vir no disco.

## Recepção da crítica
Edwin Ortiz, editor da Complex, escreveu: "A produção de "Azillion" inclina-se para o eletrônico, e Iggy entrega seu flow de assinatura e lirismo digestível sobre seu desempenho numa competição". Mitchell Peters, da Billboard, comentou que a faixa "club-ready" ("pronta para as festas") é cheia de sintetizadores acelerados misturados com "vertiginosas" batidas de trap. Escrevendo para o The Fader, Jeff Ihaza observou que "a música encontra o rap de Azalea sobre algo muito mais turbulento, com a produção maior do que em sua estreia em 2014".